# Polycelis elongata
Polycelis elongata is een platworm (Platyhelminthes). De worm is tweeslachtig. De zoetwatersoort leeft in zeer vochtige omstandigheden.
De platworm behoort tot de familie Planariidae. De wetenschappelijke naam van de soort werd, als Sorocelis elongata, voor het eerst geldig gepubliceerd in 1929 door Zabusova. Zabusova plaatste de soort in het ondergeslacht Sorocelides. In 1936 promoveerde ze het ondergeslacht tot een geslacht, waarbij de soort de naam Sorocelides elongata kreeg. In 1953 plaatste Roman Kenk de soort in het geslacht Polycelis.
De soort is gemeld uit het oosten van Siberië en Sachalin.